# Шасе ле Монбозон
Шасе ле Монбозон (фр. Chassey-lès-Montbozon) насеље је и општина у источној Француској у региону Франш-Конте, у департману Горња Саона која припада префектури Везул.
По подацима из 2011. године у општини је живело 218 становника, а густина насељености је износила 13,97 становника/km². Општина се простире на површини од 15,6 km². Налази се на средњој надморској висини од 270 метара (максималној 408 m, а минималној 248 m).

## Демографија
| 1962. | 1968. | 1975. | 1982. | 1990. | 1999. | 2011. |
| ----- | ----- | ----- | ----- | ----- | ----- | ----- |
| 244   | 218   | 236   | 211   | 217   | 201   | 218   |

График промене броја становника у току последњих година